# 圣里沃阿尔
圣里沃阿尔（法語：Saint-Rivoal，法語發音：[sɛ̃ ʁivwal]）是法国菲尼斯泰尔省的一个市镇，属于沙托兰区。

## 地理
圣里沃阿尔（48°20'57"N, 3°59'48"W）面积18.69 平方千米，位于法国布列塔尼大區菲尼斯泰尔省，该省份为法国最西部的省份，位于布列塔尼半岛西部，北西南三面环大西洋，东临阿摩尔滨海省和莫尔比昂省。
与圣里沃阿尔接壤的市镇（或旧市镇、城区）包括：洛佩雷克、博特默尔、布拉斯帕尔、锡赞。
圣里沃阿尔的时区为UTC+01:00、UTC+02:00（夏令时）。

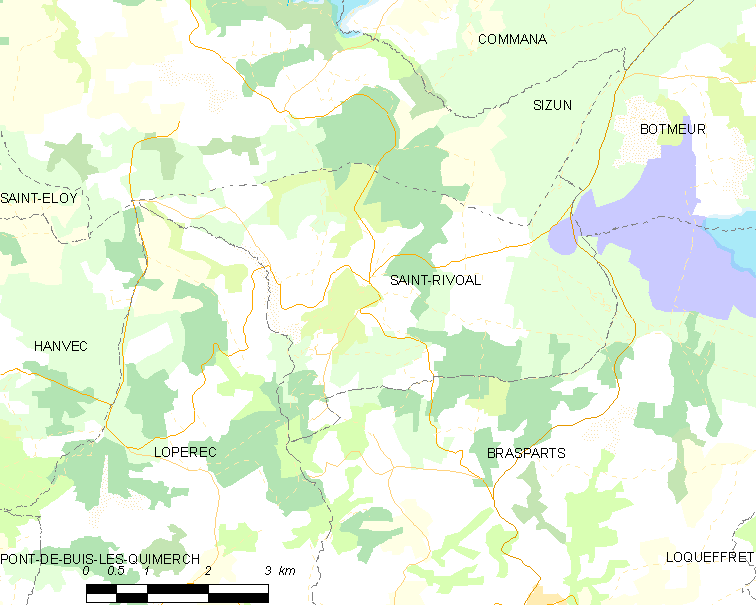
圣里沃阿尔的OSM定位图

## 行政
圣里沃阿尔的邮政编码为29190，INSEE市镇编码为29261。

## 政治
圣里沃阿尔所属的省级选区为卡赖普卢盖尔县。

## 人口

1962-2008年间圣里沃阿尔人口变化图示

圣里沃阿尔于2022年1月1日时的人口数量为220人。